# Алымбеков, Накайбек
Накайбек Алымбеков (кирг. Накайбек Алымбеков; 12 августа 1934 год, село Баш-Кара-Суу, Аламединский район, Киргизская АССР — 2007, Бишкек) — слесарь-инструментальщик Киргизского завода автомобильного машиностроения «Киргизавтомаш» Министерства автомобильной промышленности СССР, гор. Фрунзе, Киргизская ССР. Герой Социалистического Труда (1974). Депутат Верховного Совета Киргизской ССР. Член КПСС с 1968 года.

## Биография
Родился в 1934 году в крестьянской семье в селе Баш-Кара-Суу.
Окончил ПТУ № 1 имени И. В. Панфилова во Фрунзе.
Трудовую деятельность начал в 1951 году на строительстве заводе сельскохозяйственных машин имени Фрунзе. С 1955 по 1981 года — слесарь-инструментальщик завода автомобильного машиностроения «Киргизавтомаш» в городе Фрунзе.
Досрочно выполнил производственные задания Девятой пятилетки (1971—1975) за три года. Указом Президиума Верховного Совета СССР «О присвоении звания Героя Социалистического Труда работникам предприятий машиностроения и энергетики» от 3 января 1974 года за выдающиеся успехи в выполнении и перевыполнении планов 1973 года и принятых социалистических обязательств удостоен звания Героя Социалистического Труда с вручением ордена Ленина и золотой медали «Серп и Молот».
Избирался депутатом Верховного Совета Киргизской ССР 9-го созыва.
С 1981 по 1995 года — мастер производственного обучения в ПТУ.
С 1995 года на пенсии. Проживал в Бишкеке.
Скончался в 2007 году.
Награды
- Орден Ленина — дважды.

Память
О Накайбеке Алымбекове написан документальный очерк киргизского писателя Э. Айдаркулова «Большая гордость».